# Забєлін Кирило Валерійович
Кири́ло Вале́рійович Забє́лін (нар. 3 грудня 1992 — пом. 15 червня 2015) — старший солдат 24-ї окремої механізованої бригади Збройних сил України, учасник російсько-української війни.

## Короткий життєпис
Народився у місті Берислав, де й пішов до школи № 3. Згодом родина переїхала до Обухова, по тому — в село Гусачівка Обухівського району.
В 2011—2012 роках проходив строкову службу в лавах ВМС ЗСУ у 1-му окремому батальйоні морської піхоти (місто Феодосія).
По демобілізації працював на заводі інженерних машин, Київ.
Мобілізований у квітні 2015-го. Кулеметник розвідувального взводу, 24-та окрема механізована бригада.
15 червня 2015-го під селом Кряківка загинув у бою, що тривав 2,5 години з диверсійно-розвідувальною групою терористів, ще двоє розвідників зазнали поранень.
Похований у місті Берислав. Без Кирила залишилися батьки, брат Денис.

### Нагороди та вшанування
За особисту мужність і героїзм, виявлені у захисті державного суверенітету та територіальної цілісності України, вірність військовій присязі під час російсько-української війни, відзначений — нагороджений
- 13 серпня 2015 року — орденом «За мужність» III ступеня.
- 18 травня 2015-го в Обухівській ЗОШ ім. А. С. Малишка відкрито меморіальні дошки випускникам В'ячеславу Єфіменку та Кирилу Забєліну
- 31 травня 2016-го у Бериславській ЗОШ І—ІІІ ступенів № 3 відкрито меморіальну дошку честі Кирила Забеліна.